# Hafnó
L'hafnó és un mineral de la classe dels silicats, que pertany al grup del zircó. Rep el seu nom en al·lusió a la seva composició.

## Característiques
L'hafnó és un silicat de fórmula química HfSiO₄, un silicat d'hafni. Cristal·litza en el sistema tetragonal. La seva duresa a l'escala de Mohs és 7,5. És l'anàleg amb hafni de la torita i el zircó. Forma una sèrie de solució sòlida amb el zircó.
Segons la classificació de Nickel-Strunz, l'hafnó pertany a «09.AD - Nesosilicats sense anions addicionals; cations en [6] i/o major coordinació» juntament amb els següents minerals: larnita, calcio-olivina, merwinita, bredigita, andradita, almandina, calderita, goldmanita, grossulària, henritermierita, hibschita, hidroandradita, katoïta, kimzeyita, knorringita, majorita, morimotoïta, vogesita, schorlomita, spessartina, uvarovita, wadalita, holtstamita, kerimasita, toturita, momoiïta, eltyubyuita, coffinita, torita, thorogummita, zircó, stetindita, huttonita, tombarthita-(Y), eulitina i reidita.

## Formació i jaciments
Es troba en pegmatites de granit que contenen tàntal, on sol trobar-se associada a altres minerals com: cookeïta, albita, antofil·lita, apatita, barita, beril, bismoclita, cassiterita, cesstibtantita, columbita-(Fe), kimrobinsonita, moscovita, flogopita, quars, tantalita-(Mn), torita i minerals del grup del feldespat i de la microlita. Va ser descrita a partir de material recollit a tres indrets de Zambézia, al Moçambic: la mina Moneia, la mina Morro Conco i la pegmatita de Muiâne.